# Tutte le strade portano a...
Tutte le strade portano a... è un one-man show condotto da Maurizio Battista in onda su Rai 2, per quattro puntate. 

## Il programma
Il programma consiste in una discussione su una determinata capitale, paragonandola all'Italia ed anche al suo aspetto dal passato ad oggi. Il conduttore discute satiricamente della capitale parlando della cultura, virtù degli abitanti, della sua storia e paragonandola anche all'Italia dimostrando sempre la supremazia del paese italiano su quello estero.

## Puntate
| Puntata | Messa in onda    | Tema         | Ospiti                                | Telespettatori | Share |
| ------- | ---------------- | ------------ | ------------------------------------- | -------------- | ----- |
| 1       | 21 novembre 2013 | Berlino      | Andrea Perroni, Riccardo Graziosi     | 1.518.000      | 5,98% |
| 2       | 28 novembre 2013 | Miami        |                                       | 1.399.000      | 5,23% |
| 3       | 5 dicembre 2013  | Buenos Aires | Donato De Santis, German Kurt Alemann | 1.297.000      | 5,05% |
| 4       | 12 dicembre 2013 | Londra       |                                       | 1.247.000      | 4,76% |